# Tröbes
Tröbes ist ein Kirchdorf in der nördlichen Oberpfalz und ein Gemeindeteil des Marktes Moosbach. 

## Geographie
Es liegt ca. 4 km südöstlich von Moosbach.
Im Mittelpunkt des Dorfes befindet sich die katholische Kirche St. Johannes. Mit seinen 40 Anwesen und 144 Einwohnern (Stand Juni 2007) ist Tröbes der viertgrößte Ort der Gemeinde Moosbach.

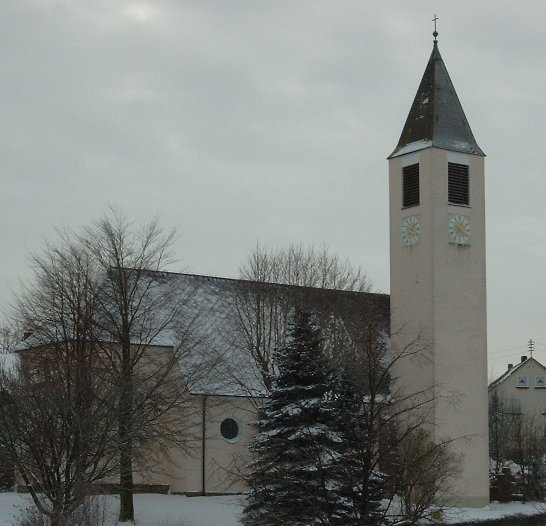
Kirche St. Johannes (2001)

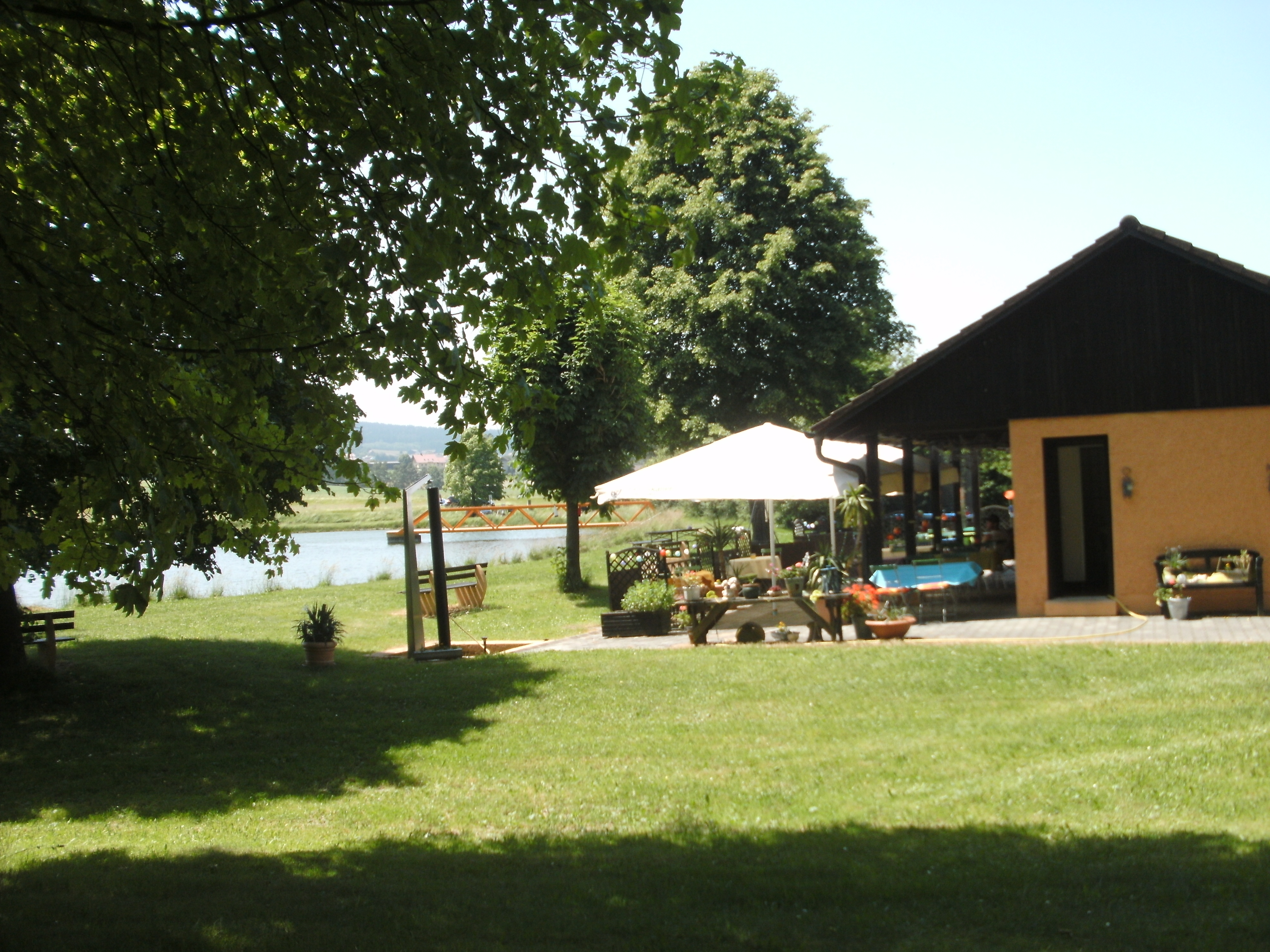
Tröbes Badeweiher mit Kiosk

## Geschichte
Bis zum 16. Jahrhundert hieß der Ort „Droschenreuth“, gehörte dem Kloster St. Emmeram in Regensburg und wurde durch die Propstei Böhmischbruck verwaltet. Im Jahre 1590 wurde der Ort als „Trebeß“ erwähnt. Tröbes war zusammen mit Waltenrieth von 1821 an eine Gemeinde. 1961 wurde ein neues Schulhaus eingeweiht. Der Schulbetrieb wurde 1969 wieder eingestellt bzw. an die Hauptschule Moosbach angegliedert. Das Schulgebäude wurde 1977 durch den Caritasverband Kempen-Viersen e. V. erstanden und ging 2003 in Privatbesitz über. Die Grundsteinlegung für die katholische Kirche St. Johannes im Zentrum des Ortes erfolgte am 13. August 1933, die Einweihung war am 24. Juni 1934. Eine Orgel erhielt die Kirche im Jahr 1952. Der Kirchturm wurde erst 1968 angebaut. 2005 wurden umfangreiche Renovierungs- und Umbauarbeiten an der Kirche durchgeführt.
Im Jahr 1939 wurden die bis dahin selbständigen Gemeinden Gaisheim und Rückersrieth sowie Gebietsteile der aufgelösten Gemeinde Niederland eingegliedert. Am 1. Januar 1972 wurde Tröbes in den Markt Moosbach integriert.

## Verkehr
Durch Töbes verlaufen die Staatsstraße 2160 und die Kreisstraße NEW 36.

## Vereine
Tröbes hat mehrere Vereine:
- Freiwillige Feuerwehr Tröbes
- Männerchor Tröbes
- Krieger- und Soldatenkameradschaft Tröbes
- Katholische Landjugendbewegung Tröbes

## Persönlichkeiten
- Gregor (Karl) Steger (* 30. Dezember 1900 in Tröbes; † 3. Oktober 1950 im Gefängnis Pjöngjang, Nordkorea), Missionsbenediktiner, Märtyrer von Tokwon [7]

## Freizeit und Tourismus
In Tröbes gibt es einen Naturbadeweiher mit Kiosk, Toilette, Dusche und Zeltplatz.